# Miesheimer Weg (Düren)
Der Miesheimer Weg in der Kreisstadt Düren (Nordrhein-Westfalen) ist eine historische Innerortsstraße.
Die Straße beginnt an der Euskirchener Straße und führte in östliche Richtung zum untergegangenen Ort Miesheim. Das kleine Dorf wurde im 17. Jahrhundert zerstört und nicht wieder aufgebaut. Heute endet die Straße an der Landesstraße 271 zwischen Düren und Binsfeld. Weithin sichtbar sind die fünf Hochhäuser, die an der Straße in Höhe der Euskirchener Straße stehen.

## Geschichte
Die Straße wird schon in den Morgenzahlakten von 1685 als „Miesheimer Müllenweg“ und „Miesheimer Weg“ erwähnt. Im Einmündungsbereich Euskirchener Straße/Miesheimer Weg standen der Dürener Galgen und wahrscheinlich auch ein Siechenhaus.